# MTV Video Music Awards Latinoamérica 2004
Die dritten MTV Video Music Awards Latinoamérica fanden am 21. Oktober 2004 im Jackie Gleason Theater in Miami, Florida statt. Moderator war Paulina Rubio.
Mit drei Awards wurde die Sängerin Julieta Venegas ausgezeichnet, darunter mit dem Hauptpreis Künstler des Jahres.

## Gewinner und Nominierte
Die Nominierungen wurden am 7. September 2004 verkündet. Die Gewinner sind fett markiert.

### Artist of the Year
Julieta Venegas
- Alejandro Sanz
- Café Tacuba
- Diego Torres
- La Oreja de Van Gogh

### Video of the Year
Café Tacuba – Eres
- Alejandro Sanz – No Es Lo Mismo
- Babasónicos – Putita
- Julieta Venegas – Andar Conmigo
- Molotov – Hit Me

### Best Solo Artist
Julieta Venegas
- Alejandro Sanz
- Álex Ubago
- Diego Torres
- Tiziano Ferro

### Best Group or Duet
La Oreja de Van Gogh
- Babasónicos
- Café Tacuba
- Cartel de Santa
- La Ley

### Best Pop Artist
Alejandro Sanz
- Álex Ubago
- Diego Torres
- Julieta Venegas
- Paulina Rubio

### Best Rock Artist
La Ley
- Babasónicos
- Bersuit Vergarabat
- Fobia
- Vicentico

### Best Alternative Artist
Café Tacuba
- Cartel de Santa
- Control Machete
- Kinky
- Miranda!

### Best Independent Artist
Capri
- Los Látigos
- Pornomotora
- Telefunka
- Tolidos

### Best Pop Artist – International
Avril Lavigne
- Beyoncé
- Hilary Duff
- Joss Stone
- Nelly Furtado

### Best Rock Artist – International
Maroon 5
- Blink-182
- Evanescence
- No Doubt
- The Rasmus

### Best Hip-Hop/R&B Artist – International
The Black Eyed Peas
- 50 Cent
- Beastie Boys
- Outkast
- Usher

### Best New Artist – International
Maroon 5
- Franz Ferdinand
- Joss Stone
- The Rasmus
- Yellowcard

### Best Artist – Mexico
Julieta Venegas
- Aleks Syntek
- Belinda
- Café Tacuba
- Cartel de Santa

### Best New Artist – Mexico
Belinda
- Kalimba
- La 5ª Estación *
- Lu
- María Barracuda

*La 5ª Estación ist eigentlich eine spanische Band, wurde aber in Mexiko gegründet.

### Best Artist – Central
TK
- Cabas
- La Ley
- Los Bunkers
- Lucybell

### Best New Artist – Central
Cementerio Club
- De Saloon
- Lulu Jam
- Pali
- Pornomotora

### Best Artist – Argentina
Diego Torres
- Bersuit Vergarabat
- Catupecu Machu
- Babasónicos
- Vicentico

### Best New Artist – Argentina
Airbag
- Callejeros
- Capri
- Gazpacho
- Leticia Brédice

## Auftritte
- Diego Torres, La Ley and Julieta Venegas – Yeah! / Hey Ya! / Hey Mama
- The Black Eyed Peas – Let’s Get It Started
- The Rasmus – Guilty
- Alex Ubago – Aunque No Te Pueda Ver
- Tiziano Ferro – Tardes Negras
- Juanes – Nada Valgo Sin Tu Amor
- Julieta Venegas and Cartel de Santa – Lento
- Lenny Kravitz – Calling All Angels
- Paulina Rubio, DJ Toy and Pitbull – Dame Otro Tequila / Culo
- Molotov – Amateur and Gimme Tha Power
- Beastie Boys – Ch-Check It Out and Sabotage

## Präsentationen
- Bono – begrüßte die Zuschauer
- Molotov – präsentierten Best Solo Artist
- La Ley – kündigten The Rasmus an
- Belinda und Natalia Lafourcade – kündigten Álex Ubago und Tiziano Ferro an
- Adrián and Marcelo Babasónicos sowie Pirry – kündigten Juanes an
- Xzibit, Silvina Luna, María Eugenia Ritó und Rocío Guirao Díaz – präsentierten Best Hip-Hop/R&B Artist—International
- Benjamín Vicuña, Kalimba und Ana de la Reguera – kündigten Julieta Venegas und Cartel de Santa an
- Miguel Rodarte und Nicole Neumann – präsentierten Best Rock Artist
- Shakira – kündigte Lenny Kravitz an
- Diego Torres – kündigte Paulina Rubio und Pitbull an
- Gastón Pauls und Florencia de la V – präsentierten Best Artist—Argentina
- Leticia Brédice – kündigte Molotov an
- Lenny Kravitz – präsentierte Artist of the Year